# Пиримкулов, Абу
Абу Пиримкулов (каз. Әбу Пірімқұлов; 1896 год, Туркестанский край, Российская империя — 1972) — колхозник, чабан, Герой Социалистического Труда (1948).

## Биография
Происходит из подрода мангытай рода котенши племени конырат. C раннего возраста занимался батрачеством. В 1929 году вступил в колхоз «Когам» Кзылкумского района Чимкентского района. Работал чабаном. В 1938 году его назначили старшим чабаном. С 1957 года работал чабаном в колхозе «Арысь» Кзылкумского района Чимкентской области. В 1958 году вышел на пенсию.
В 1947 году вырастил 50 жеребят от 50 конематок. За этот доблестный труд был удостоен в 1948 году звания Героя Социалистического Труда.

## Награды
- Герой Социалистического Труда — указом Президиума Верховного Совета СССР от 23 июля 1948 года;
- Орден Ленина (1948).